# Сенегамбия и Нигер
Сенегамбия и Нигер (фр. Sénégambie et Niger) — административное объединение французских владений в Западной Африке, созданное в 1902 году из территорий Французского Судана, находившихся под гражданским управлением. В 1904 году было преобразовано в колонию Верхний Сенегал и Нигер.
Несмотря на короткий срок существования, французское правительство успело выпустить для этого административного образования специальные почтовые марки.